# Резолюция 89 на Съвета за сигурност на ООН
Резолюция 89 на Съвета за сигурност на ООН е приета на 17 ноември 1950 г. по повод конфликта в Палестина.
След като взема под внимание мнението на представителите на Египет, Израел, Хашемидското кралство Йордания и на началник-щаба на Организацията на ООН за наблюдение на примирието в Палестина, по повод представената от Египет жалба, Съветът за сигурност призовава членовете на Смесената египетско-израелска комисия по примирието да обърнат сериозно внимание на египетската жалба, отнасяща се до репатрирането на хиляди палестински араби. Съветът предлага на всички страни в конфликта да изпълнят решенията на Смесената египетско-израелска комисия, отнасящи до репатрираните от тях араби, които според комисията имат право да се завърнат обратно по домовете си. По-нататък Съветът за сигурност упълномощава началник-щаба на Организацията на ООН за наблюдение на примирието в Палестина да се обръща към Израел, Египет, Йордания и другите арабски страни относно мерките, които той сметне за необходими, за да се осъществи контрол и наблюдение над движението на арабите номади през международните граници и демаркационни линии, установени чрез сключеното примирие между страните. Във връзка с това Съветът за сигурност призовава правителствата на страните в конфликта да не предприемат никакви действия по принудително прехвърляне на палестински араби през международните граници и демаркационни линии, без предварително да са се консултирали за това със смесената комисия.
По нататък в Резолюция 89 Съветът за сигурност взема под внимание изявленията на Израел, отнасящи се до намерението на страната да оттегли въоръжените си сили от Бар Катар, както го изискват решението на Специалния комитет и условията на постигнатото споразумение за примирие, и да установи военните си сили на позициите, определени от примирието. Освен това съветът напомня на Египет, Израел и Йордания, че като членове на ООН имат задължение, съгласно устава на организацията, да изгладят своите противоречия, и напомня на тези страни, че са страни по Споразумението за примирие, което настоява за „възвръщане на мира в Палестина“. Във връзка с това Съветът призовава тези страни и другите държави в региона да предприемат всички стъпки за решаване на противоречията помежду им.
В последната точка на Резолюция 89 Съветът за сигурност изисква от началник-щаба на Организацията на ООН за наблюдение на примирието в Палестина да представи пред Съвета за сигурност в срок от 90 дни или по-рано доклад за изпълнението на резолюцията и за дейността на различните смесени комисии по примирието и предлага началник-щабът да представя периодично пред Съвета доклади за решенията на смесените комисии и Специалния комитет, както е предвидено в споразумението за примирие между Египет и Израел.
Резолюция 89 е приета с мнозинство от 9 гласа „за“, като представителите на Египет и СССР се въздържат.